# Aglia defasciata
Aglia defasciata är en fjärilsart som beskrevs av Pöschmann. 1928. Aglia defasciata ingår i släktet Aglia och familjen påfågelsspinnare. Inga underarter finns listade i Catalogue of Life.